# Lúcio Maia
Lúcio José Maia Oliveira também conhecido como Jackson Bandeira (Recife, 19 de março de 1971) é um guitarrista pernambucano, foi fundador da banda recifense Nação Zumbi, que juntamente com a banda Mundo Livre S/A deram origem ao movimento Manguebeat. Foi eleito pela revista O Dilúvio o melhor guitarrista do Brasil, por sete vezes consecutivas. Esteve na banda desde a sua criação, fase em que Chico Science era o cantor, permanecendo na fase com Jorge du Peixe até 2020.
Em 2007, Lúcio lançou seu primeiro álbum solo com o projeto Maquinado, chamado "Homem Binário" e em 2010 o segundo "Mundialmente Anônimo: O Magnético Sangramento da Existência". Também em 2010, incorporou a banda Almaz junto ao cantor Seu Jorge  e o baixista Antônio Pinto, lançando o referido álbum Seu Jorge e Almaz. Em 2011, participou da gravação das músicas do disco Verdade uma Ilusão da cantora Marisa Monte e integra a banda que a acompanha nos shows da turnê em 2012 e 2013.
Saiu da NaçãoZumbi em 2020 e hoje trabalha em projetos solo, teatro e cinema.[carece de fontes?]. 

## Discografia

### Álbuns com a Nação Zumbi
- Da Lama ao Caos (1994)
- Afrociberdelia (1996)
- CSNZ (1998)
- Rádio S.Amb.A. (2000)
- Nação Zumbi (2002)
- Futura (2005)
- Propagando Ao Vivo (2006)
- Fome de Tudo (2008)
- Ao Vivo no Recife (2012)
- Nação Zumbi (2014)

### Álbuns com Soulfly
- Soulfly (1998)

### Álbuns solo
- Homem Binário - Maquinado (2007)
- Mundialmente Anônimo: O Magnético Sangramento da Existência - Maquinado (2010)
- Lucio Maia - Lucio Maia (2019)

### Outras participações
- Seu Jorge e Almaz (2010)
- Verdade, Uma Ilusão (2011)

### Trilhas sonoras
- Baile Perfumado (1996)
- Texas Hotel (2000)
- Amarelo Manga (2002)
- Landau 66 (2007)
- Linha de Passe (2008)
- Besouro (2009)
- VIPs (2011)
- Acordo com Lampião Só na Boca do Fuzil (doc 2024)
- Enterre Seus Mortos (2024)